# I Don't Wanna Live Forever
I Don't Wanna Live Forever is een nummer van Zayn Malik en Taylor Swift, uitgebracht op 9 december 2016.  Het nummer staat op de soundtrack van de film Fifty Shades Darker, die in 2017 werd uitgebracht.. Het nummer is geschreven door Taylor Swift, Sam Dew en Jack Antonoff en is tevens geproduceerd door Jack Antonoff. Het werd een grote hit en bereikte de tweede plaats in veel landen, waaronder Nederland. In veel landen, waaronder de Verenigde Staten, is het met dubbel Platina bekroond.

## Hitnoteringen

### Nederlandse Top 40
| Hitnotering: 24-12-2016 t/m 22-04-2017 | Hitnotering: 24-12-2016 t/m 22-04-2017 | Hitnotering: 24-12-2016 t/m 22-04-2017 | Hitnotering: 24-12-2016 t/m 22-04-2017 | Hitnotering: 24-12-2016 t/m 22-04-2017 | Hitnotering: 24-12-2016 t/m 22-04-2017 | Hitnotering: 24-12-2016 t/m 22-04-2017 | Hitnotering: 24-12-2016 t/m 22-04-2017 | Hitnotering: 24-12-2016 t/m 22-04-2017 | Hitnotering: 24-12-2016 t/m 22-04-2017 | Hitnotering: 24-12-2016 t/m 22-04-2017 | Hitnotering: 24-12-2016 t/m 22-04-2017 | Hitnotering: 24-12-2016 t/m 22-04-2017 | Hitnotering: 24-12-2016 t/m 22-04-2017 | Hitnotering: 24-12-2016 t/m 22-04-2017 | Hitnotering: 24-12-2016 t/m 22-04-2017 | Hitnotering: 24-12-2016 t/m 22-04-2017 | Hitnotering: 24-12-2016 t/m 22-04-2017 | Hitnotering: 24-12-2016 t/m 22-04-2017 | Hitnotering: 24-12-2016 t/m 22-04-2017 |
| Week:                                  | 1                                      | 2                                      | 3                                      | 4                                      | 5                                      | 6                                      | 7                                      | 8                                      | 9                                      | 10                                     | 11                                     | 12                                     | 13                                     | 14                                     | 15                                     | 16                                     | 17                                     | 18                                     |                                        |
| -------------------------------------- | -------------------------------------- | -------------------------------------- | -------------------------------------- | -------------------------------------- | -------------------------------------- | -------------------------------------- | -------------------------------------- | -------------------------------------- | -------------------------------------- | -------------------------------------- | -------------------------------------- | -------------------------------------- | -------------------------------------- | -------------------------------------- | -------------------------------------- | -------------------------------------- | -------------------------------------- | -------------------------------------- | -------------------------------------- |
| Positie:                               | 32                                     | 26                                     | 22                                     | 16                                     | 13                                     | 19                                     | 18                                     | 15                                     | 11                                     | 8                                      | 7                                      | 12                                     | 14                                     | 17                                     | 24                                     | 26                                     | 33                                     | 37                                     | uit                                    |

### NederlandseSingle Top 100
| Hitnotering: 24-12-2016 t/m 20-05-2017 | Hitnotering: 24-12-2016 t/m 20-05-2017 | Hitnotering: 24-12-2016 t/m 20-05-2017 | Hitnotering: 24-12-2016 t/m 20-05-2017 | Hitnotering: 24-12-2016 t/m 20-05-2017 | Hitnotering: 24-12-2016 t/m 20-05-2017 | Hitnotering: 24-12-2016 t/m 20-05-2017 | Hitnotering: 24-12-2016 t/m 20-05-2017 | Hitnotering: 24-12-2016 t/m 20-05-2017 | Hitnotering: 24-12-2016 t/m 20-05-2017 | Hitnotering: 24-12-2016 t/m 20-05-2017 | Hitnotering: 24-12-2016 t/m 20-05-2017 | Hitnotering: 24-12-2016 t/m 20-05-2017 | Hitnotering: 24-12-2016 t/m 20-05-2017 | Hitnotering: 24-12-2016 t/m 20-05-2017 | Hitnotering: 24-12-2016 t/m 20-05-2017 | Hitnotering: 24-12-2016 t/m 20-05-2017 | Hitnotering: 24-12-2016 t/m 20-05-2017 | Hitnotering: 24-12-2016 t/m 20-05-2017 | Hitnotering: 24-12-2016 t/m 20-05-2017 | Hitnotering: 24-12-2016 t/m 20-05-2017 |
| Week:                                  | 1                                      | 2                                      | 3                                      | 4                                      | 5                                      | 6                                      | 7                                      | 8                                      | 9                                      | 10                                     | 11                                     | 12                                     | 13                                     | 14                                     | 15                                     | 16                                     | 17                                     | 18                                     | 19                                     | 20                                     |
| -------------------------------------- | -------------------------------------- | -------------------------------------- | -------------------------------------- | -------------------------------------- | -------------------------------------- | -------------------------------------- | -------------------------------------- | -------------------------------------- | -------------------------------------- | -------------------------------------- | -------------------------------------- | -------------------------------------- | -------------------------------------- | -------------------------------------- | -------------------------------------- | -------------------------------------- | -------------------------------------- | -------------------------------------- | -------------------------------------- | -------------------------------------- |
| Positie:                               | 26                                     | 24                                     | 17                                     | 12                                     | 10                                     | 10                                     | 10                                     | 9                                      | 6                                      | 7                                      | 10                                     | 17                                     | 11                                     | 32                                     | 34                                     | 39                                     | 43                                     | 52                                     | 54                                     | 67                                     |
| Week:                                  | 21                                     | 22                                     |                                        |                                        |                                        |                                        |                                        |                                        |                                        |                                        |                                        |                                        |                                        |                                        |                                        |                                        |                                        |                                        |                                        |                                        |
| Positie:                               | 71                                     | 88                                     | uit                                    |                                        |                                        |                                        |                                        |                                        |                                        |                                        |                                        |                                        |                                        |                                        |                                        |                                        |                                        |                                        |                                        |                                        |

### VlaamseUltratop 50
| Hitnotering: 24-12-2016 t/m 22-04-2017 | Hitnotering: 24-12-2016 t/m 22-04-2017 | Hitnotering: 24-12-2016 t/m 22-04-2017 | Hitnotering: 24-12-2016 t/m 22-04-2017 | Hitnotering: 24-12-2016 t/m 22-04-2017 | Hitnotering: 24-12-2016 t/m 22-04-2017 | Hitnotering: 24-12-2016 t/m 22-04-2017 | Hitnotering: 24-12-2016 t/m 22-04-2017 | Hitnotering: 24-12-2016 t/m 22-04-2017 | Hitnotering: 24-12-2016 t/m 22-04-2017 | Hitnotering: 24-12-2016 t/m 22-04-2017 | Hitnotering: 24-12-2016 t/m 22-04-2017 | Hitnotering: 24-12-2016 t/m 22-04-2017 | Hitnotering: 24-12-2016 t/m 22-04-2017 | Hitnotering: 24-12-2016 t/m 22-04-2017 | Hitnotering: 24-12-2016 t/m 22-04-2017 | Hitnotering: 24-12-2016 t/m 22-04-2017 | Hitnotering: 24-12-2016 t/m 22-04-2017 | Hitnotering: 24-12-2016 t/m 22-04-2017 | Hitnotering: 24-12-2016 t/m 22-04-2017 |
| Week:                                  | 1                                      | 2                                      | 3                                      | 4                                      | 5                                      | 6                                      | 7                                      | 8                                      | 9                                      | 10                                     | 11                                     | 12                                     | 13                                     | 14                                     | 15                                     | 16                                     | 17                                     | 18                                     |                                        |
| -------------------------------------- | -------------------------------------- | -------------------------------------- | -------------------------------------- | -------------------------------------- | -------------------------------------- | -------------------------------------- | -------------------------------------- | -------------------------------------- | -------------------------------------- | -------------------------------------- | -------------------------------------- | -------------------------------------- | -------------------------------------- | -------------------------------------- | -------------------------------------- | -------------------------------------- | -------------------------------------- | -------------------------------------- | -------------------------------------- |
| Positie:                               | 39                                     | 28                                     | 21                                     | 21                                     | 19                                     | 13                                     | 15                                     | 10                                     | 8                                      | 7                                      | 7                                      | 12                                     | 10                                     | 16                                     | 18                                     | 27                                     | 31                                     | 43                                     | uit                                    |